# Bohdan Chwedeńczuk
Bohdan Chwedeńczuk (ur. w 1938 w Warszawie) – polski filozof, tłumacz i publicysta, uczeń filozofów wywodzących się ze szkoły lwowsko-warszawskiej. Socjalista, ateista i antyklerykał. Zwolennik naturalizmu, empiryzmu i relatywizmu moralnego.

## Życiorys
W latach 1961–1968 asystent Adama Schaffa. W roku 1975 sygnatariusz Listu 59. Pracownik Instytutu Filozofii Uniwersytetu Warszawskiego w latach 1991–2007. W III RP współzałożyciel racjonalistycznego pisma Bez Dogmatu.
Tłumaczył między innymi pisma Austina, Kripkego, Poppera, Putnama, Searle’a, Strawsona, Wincha i Wittgensteina.

## Książki
- Spór o naturę prawdy, PIW, Warszawa 1984, ISBN 83-06-00906-1
- "Trzeba w coś wierzyć?" i inne eseje z filozofii praktycznej, Fundacja Aletheia, Warszawa 1997, ISBN 83-87045-04-7
- Przekonania religijne, Fundacja Aletheia, Warszawa 2000, ISBN 83-87045-52-7
  - fragmenty
- Dialogi z Adamem Schaffem, Iskry, Warszawa 2005, ISBN 83-207-1777-9